# چد اسمیت
چد اسمیت (انگلیسی: Chad Smith؛ زادهٔ ۲۵ اکتبر ۱۹۶۱) طبل‌زن اهل ایالات متحده آمریکا است. وی از سال ۱۹۷۷ میلادی تاکنون مشغول فعالیت بوده است.